# Бендеры в Приднестровском конфликте (1990—1992)
Би́тва за Бенде́ры — бои между приднестровскими силами, с одной стороны, и сторонниками территориальной целостности Молдавии, с другой стороны, за контроль над городом Бендеры в ходе Приднестровского конфликта с 19 июня по 22 июля 1992 года. В русскоязычных источниках упоминается, как Бендерская трагедия.
Бои шли между:
- сторонниками построения независимого от СССР государства Республики Молдова : силами МВД Республики Молдовы (карабинерами); волонтёрами —  отрядами «Бужор», «Гайдуки» и т. д.;  с одной стороны и
- сторонниками обновлённого[13] СССР[14][15][16]: гвардией ПМР[10] (про-советскими рабочими отрядами содействия милиции на базе забастовочных комитетов ОСТК)[17], отрядами бендерских и парканских ополченцев; добровольцами Черноморского казачьего войска ПМР, территориальными спасательными отрядами (ТСО) (в том числе про-советскими добровольцами из-за рубежа)[18]; личным составом частей 14-й армии из села Парканы (село Парканы подверглось авиабомбёжкам 23.06.1992 г. авиацией Молдовы[12]), перешедшим под приднестровскую присягу[19][20][21][22], с другой стороны.

21 июля Ельциным и Снегуром были подписаны соглашения о мирном урегулировании конфликта. Они были также завизированы И. Н. Смирновым. Чуть позже состоялся ввод миротворческих сил России[страница не указана 3663 дня] в город Бендеры[страница не указана 3663 дня], которые вошли 28 июля в Бендеры и принудили волонтёров ХДНФМ и ХДНП к миру. Вооружённая часть конфликта окончилась 1 августа 1992 года.

## Предыстория

### Предшествующие события
В конце 1980-х годов в результате перестройки в Советском Союзе обострились национальные вопросы. В Молдавской ССР были выдвинуты требования перевести молдавский язык на латинскую графику и сделать его государственным. В ходе конфликта о государственном языке обострились другие проблемы, в частности, национальные. Началось образование двух противоборствующих организаций: Народного фронта Молдовы, представлявшего интересы молдавского руководства, и оппозиционного ему «Интердвижения». В Молдавии после этого были выдвинуты требования перевести молдавский язык на латинскую графику и сделать его государственным языком Молдавской ССР. В августе 1989 года в Тирасполе возник ОСТК — Объединённый совет трудовых коллективов, инициировавший на левобережье Днестра череду митингов и забастовок. Важным шагом к возникновению конфликта послужило опубликование в марте 1989 года законопроекта «О функционировании языков на территории Молдавской ССР». Проект был опубликован от имени Союза писателей Молдавии, на основании принятого в марте 1988 г. на пленуме Союза писателей СССР в Москве провокационной идеи придания гос.статуса языкам титульных наций.
Законопроект вызвал негативную реакцию среди части населения, не владеющей молдавским. Это привело к возникновению стихийного общественного движения, выступавшего за введение в Молдавии двух государственных языков — молдавского и русского. 
В конце 1989—начале 1990 года в Приднестровье был проведён референдум об образовании Приднестровской Молдавской Советской Социалистической Республики. 2 сентября 1990 года на II Чрезвычайном съезде депутатов всех уровней Приднестровья была провозглашена Приднестровская Молдавская Советская Социалистическая Республика в составе СССР. Незадолго до этого независимость провозгласила Гагаузия.
2 сентября 1990 года была провозглашена Приднестровская Молдавская Советская Социалистическая Республика (ПМССР) во главе с Игорем Смирновым. ПМССР не была признана советским руководством как союзная республика. Позже, 5 ноября 1991 года, ПМССР была переименована в Приднестровскую Молдавскую Республику.
2 ноября того же года в ходе конфликта появились первые жертвы — трое жителей Дубоссар, погибшие во время столкновения с молдавскими силами МВД. В тот же день возле Бендер едва не произошли столкновения между сторонниками центрального руководства Молдавии и ОСТК.
23 июня Верховный Совет МССР утвердил Заключение специальной комиссии по пакту Молотова — Риббентропа, в котором создание МССР было объявлено незаконным актом, а Бессарабия и Северная Буковина — оккупированными румынскими территориями. На основании этого Заключения 31 июля президиум Тираспольского городского совета провозгласил, что если Молдавская ССР была создана незаконно, то левобережье Днестра также было незаконно в неё включено, и президиум «не считает себя связанным какими-либо обязательствами перед руководством ССР Молдовы», хотя в состав новообразованной ПМР были включены правобережные территории (город Бендеры и некоторые села) которые входили в состав Румынии до 1940 года.
1 сентября 1991 года в Приднестровье началась «рельсовая блокада», приведшая к принятию приднестровскими властями решения о формировании гвардии ПМР. 25 сентября и 13 декабря произошли ещё два крупных инцидента в Дубоссарах.
После того, как в начале марта 1992 года в Дубоссарах произошёл ещё один инцидент, начались открытые военные действия. 1 апреля в Бендерах произошли вооружённые столкновения, после которых в ПМР началась мобилизация. После череды боёв весной 1992 года парламент Молдавии 18 июня накануне сражения в Бендерах принял решение о мирном урегулировании конфликта и создании смешанной комиссии.

### Расположение города Бендеры. Ситуация накануне сражения и его ход

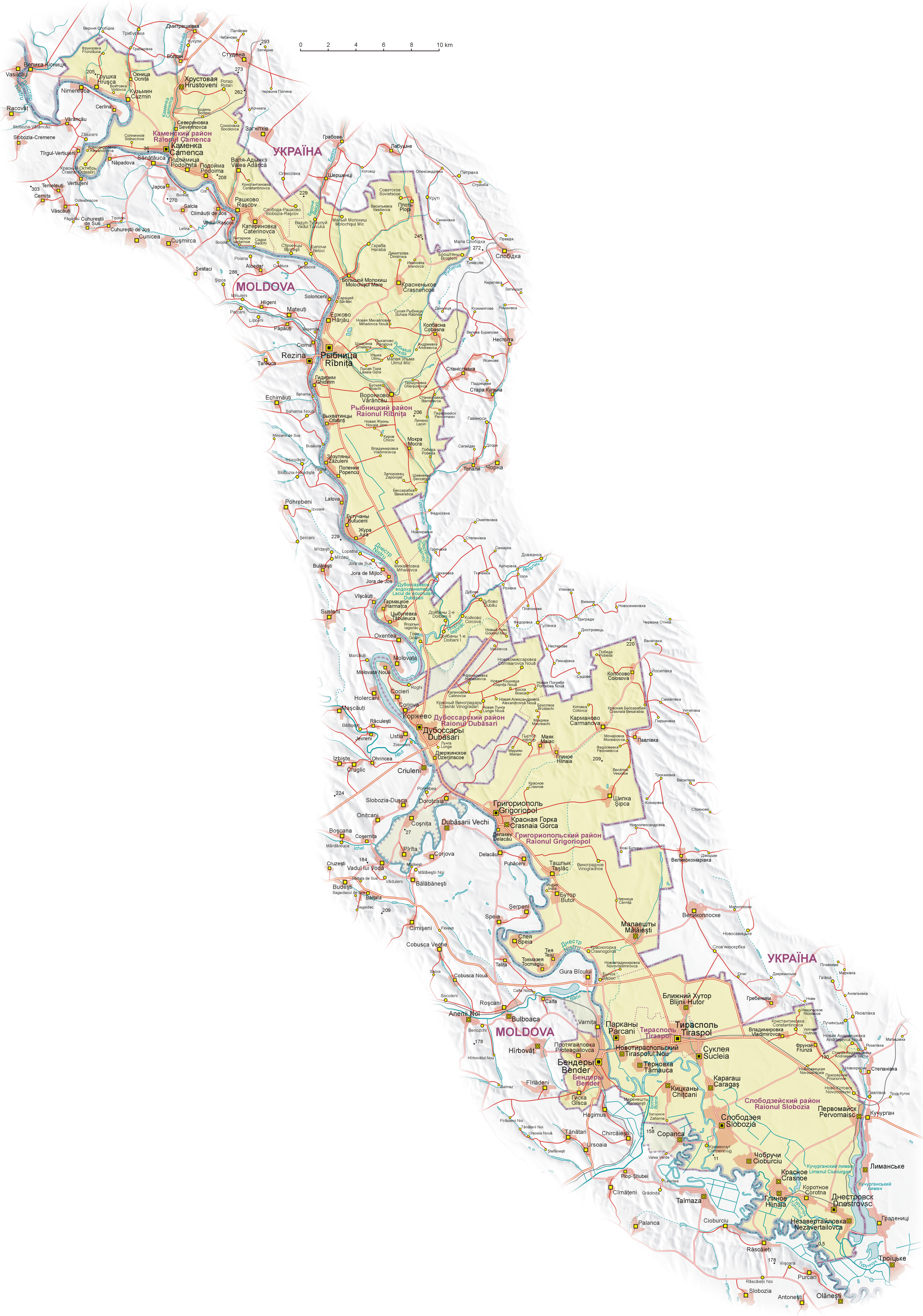
Карта Приднестровья

Бендеры расположены на правом берегу Днестра в 10 километрах западнее Тирасполя, от Тирасполя его отделяет река Днестр и левобережное село Парканы, населённое преимущественно болгарами, в которой бывшая советская воинская часть (во главе с подполковником И.Дудкевичем) отказалась принимать присягу нейтральной России, а приняла присягу на верность ПМР.
Город и его окрестности связаны с остальной территорией ПМР только автомобильным и железнодорожным мостами через Днестр и село Парканы. Лодочные переправы возможны в село Бычок из микрорайона Северный на Варнице, а также из южных окраин города в село Терновка. Также существует прикрытая кицканским лесом объездная дорога через сёла Меренешты и Кицканы по правому берегу Днестра, три километра из которой севернее села Хаджимус контролируются Республикой Молдовой.
В Бендерах находится важный для региона железнодорожный узел и автомобильные пути из Молдавии на восток и юг; город является крупным промышленным центром Приднестровского региона, вторым по численности населения после столицы — города Тирасполя.
Накануне широкомасштабных боёв в Бендерах город на 90 % контролировался приднестровскими властями (органами местного самоуправления народных депутатов ПМР) и местной милицией; и на 10 % — молдавской полицией и прибывшими из Кишинёва силами волонтёров ХДНФМ и ХДНП. В Бендерах одновременно работали полицейское и милицейское отделение, хотя горисполком был подотчётен Тирасполю. Молдавских и приднестровских войск перед сражением в городе не было.
18 июня парламентарии Молдовы вместе с приднестровскими депутатами утвердили основные принципы мирного урегулирования. Однако правительство ПМР, очевидно, стремилось прежде подавить молдавских полицейских, а уже затем вести переговоры с позиции силы. Вспыхнувшая 19 июня мелкая стычка быстро переросла в уличные бои. Вечером по кишиневской и каушанской трассам в Бендеры вошли колонны бронетранспортёров, артиллерии.
К рассвету 20-го числа, полицейскими подразделениями Молдовы были освобождены ключевые пункты города, из пригорода велся миномётный обстрел  молдавских позиций.
Одна из мин попала в склад горюче-смазочных материалов в/ч 48414, входящей в состав 14-й армии России, — погибли российские солдаты. Несколько танков вооруженных сил ПМР пытались прорваться в Бендеры , но были остановлены огнём противотанковых пушек «Рапира».
Днем войска Молдовы предприняли штурм Бендерской крепости, где располагалась ракетная бригада 14-й армии. При отражении атаки ракетчики понесли потери убитыми и раненными. Весь день продолжались провокации войск Молдовы против 14-й армии, сохранявшей строгий нейтралитет.

21 и 22-го бои за город продолжались: велся миномётный обстрел, город наводнили снайперы 14-й армии, стрелявшие по любой движущейся цели, минировались улицы. Не было возможности убрать трупы, лежавшие на улицах, что в 30-градусную жару создавало угрозу эпидемии. Жители хоронили убитых прямо во дворах.

## Вооружение и подготовка войск. Нейтралитет 14-й армии России
В сражении со стороны Молдавии принимали участие силы МВД (полиция и ОПОН), отряды самообороны и волонтёры. Со стороны Приднестровья участие принимали гвардия ПМР, добровольцы Черноморского казачьего войска ПМР, территориальные спасательные отряды (ТСО), местные ополченцы и подразделения 14-й армии. Состояние обеих сторон накануне сражения было неудовлетворительным. В Молдавии не было завершено формирование армии республики, приднестровская республиканская гвардия также была недавно сформирована. Численность солдат, принимавших участие в конфликте с обеих сторон, трудно установить, поскольку в военных действиях принимали участие иррегулярные военизированные формирования. На молдавской стороне сражались волонтёры, на приднестровской — наемники из России, Украины, Белоруссии,  и других республик постсоветского пространства.
Из регулярных войск на приднестровской стороне сражались четыре моторизированных бригады бендерско-парканских ополченцев (в том числе спасатели ТСО ПМР, казаки ЧКВ ПМР, приднестровская милиция г. Бендеры, а также батальон особого назначения МГБ ПМР (1992) «Дельта» и батальон «Днестр», недоукомплектованный гвардейский 2-й Бендерский батальон), общей численностью 5000 человек и наибольшая часть 14-й армии, принявшей воинскую присягу ПМР (точная численность её бойцов, принимавших непосредственное участие в боях, не установлена). Приднестровские ополченцы получали от 14-й армии оружие и отдельные единицы бронетехники путём блокирования российских воинских частей приднестровскими женщинами.
В целом, вооружение приднестровцев было зачастую устаревшим или учебно-боевыми, и его катастрофически не хватало; так, к примеру, приехавший воевать за ПМР из Москвы юный Игорь Стрелков воевал с трёхлинейной винтовкой образца 1891 года, переделанную под пулемётный патрон и из-за неисправности перезаряжаемую вручную.
Также добровольцем участвовал в боевых действиях писатель Эдуард Лимонов.
Но, ещё 19 мая в районе Дубоссар в бой вступили танки Т-64, полученные гвардейцами у колонны 14-й армии в ходе её блокирования приднестровскими женщинами и пришедшими им на помощь 5 тысячами жителями г. Дубоссары. Молдавское руководство в ответ обвинило 14-ю армию и Россию в нарушении нейтралитета, а президент Молдовы Мирча Снегур 25 мая на сессии парламента объявил, что его страна находится в состоянии войны с Россией, что вызвало недоумение у российской стороны. На молдавской стороне сражались в Бендерах 1-й, 3-й и 4-й моторизированные пехотные батальоны и бригада ОПОНа.
С обеих сторон в боях были задействованы бронетехника и артиллерия. В частности, с молдавской стороны это были БТР, БМП, БРДМ и МТЛБ, а также гаубицы, зенитные пушки, миномёты калибром 82 мм и 120 мм, противотанковые пушки калибром 100 мм, около 4 единиц ПТУР 9К114 Штурм и одна противоградовая установка «Алазань». К Бендерам выдвинулось несколько танков Т-55, однако их в городе и окрестностях не видели. В боях применялась авиация — два самолёта МиГ-29. С приднестровской стороны также были задействованы несколько десятков единиц БТР, БМП, БРДМ, МТЛБ и несколько танков, отобранных у 14-й армии. Также имелось несколько миномётов, противоградовых установок «Алазань» и комплексов ЗСУ «Шилка». Численность молдавской бронетехники превосходила численность приднестровской, поэтому ополченцы и гвардейцы использовали в бою не предназначенные для ведения военных действий машины. В частности, в бой шли ПТС с укреплённой передней частью корпуса, бронированные БАТ-М, обшитые листами брони грузовые автомобили КамАЗ, КрАЗ и т. д.
Штаб 14-й армии располагался в Тирасполе. Численность армейских войск 14-й армии спорная и оценивается от 5000 до 10000 человек. Непосредственное участие в боях за Бендеры (внутри территорий своих воинских частей) приняла лишь ракетная бригада 59-й мотострелковой дивизии, отбивая атаку на них молдавских вооружённых сил. 14-я армия обладала несколькими десятками танков Т-64, небольшой частью из них смогли завладеть приднестровские жители. Так, ещё 19 мая в районе Дубоссар в бой вступили танки Т-64, полученные женщинами (и переданные ополченцам) у колонны 14-й армии в ходе её блокирования приднестровскими женщинами и пришедшими им на помощь 5 тысячами жителями г. Дубоссары.
Молдавское руководство обвинило 14-ю армию и Россию в нарушении нейтралитета, а президент Молдовы Мирча Снегур 25 мая на сессии парламента объявил, что его страна находится в состоянии войны с Россией, но Россия воевать отказалась, однако с 27 июля 1992 года поменяла командующего 14-й армии на более жёсткого А.Лебедя.
23 июня 1992 года с документами на имя «полковника Гусева» Лебедь прибыл с инспекционной поездкой от Министерства обороны России, так как офицеры штаба 14-й армии с 23.06.1992 отказались подчиняться командующему 14-й гвардейской общевойсковой армией генералу Ю.Неткачеву, обвинив его в работе на Министерство обороны Республики Молдовы в ходе вооружённого конфликта в Приднестровье. В обстановке готовности подавляющего числа военнослужащих 14-й армии к переходу вместе с вооружением под присягу многонациональному народу Приднестровья А. И. Лебедь был направлен с целью сохранения армии и её вооружения для Министерства обороны России и недопущения её перехода (практически в полном составе) под юрисдикцию ПМР.
С 27 июня 1992 года А. И. Лебедь стал командующим 14-й гвардейской общевойсковой армией, дислоцированной в Приднестровье. Офицеры из ближнего окружения Ю.Неткачева были переведены в Кишинёв в подчинение полковника Алексея Лебедя, а скомпрометировавший себя генерал Ю.Неткачев переведён был на службу в Военную академию в Москву.

## Бои в городе

### Инцидент на порогеБендерской типографии, недалеко от здания полиции
По свидетельству бывшего замминистра внутренних дел Молдовы Бориса Муравского (в 1992 году он был начальником оперативного штаба всех полицейскими сил в зоне приднестровского конфликта), захват г. Бендеры силами Республики Молдовы был детально спланирован ещё 15-16 июня 1992 года, и несогласие с этим он выражал публично, но руководство Молдавии к его доводам не прислушалось, а продолжило приводить амбициозный план в действие.
Поводом к вводу вечером 19.06.1992 года молдавских войск в город послужил вечерний инцидент на пороге Бендерской типографии, находившейся на соседней улице от здания полиции Республики Молдовы. По версии Республики Молдовы: точно установить, кто первым открыл огонь, невозможно, поскольку стороны обвиняют в этом друг друга.
По многочисленным свидетельствам находящихся в то время на улице жителей города Бендеры, вооружённые полицейские окружили машину «Москвич» с номерами газеты «За Приднестровье» и открыли огонь из автоматов (Республика Молдова считает газету листовками, так как приднестровские СМИ не имеют регистрации в Республике Молдове). Газеты из типографии забирал майор Ермаков с водителем для раздачи подписчикам-ополченцам.
Когда полицейские подошли к машине майора Ермакова и попросили его предъявить документы, по ним гвардейцами из засады был открыт автоматный огонь. Чтобы разобраться в случившемся, к месту событий прибыл отряд 2-го Бендерского батальона. Когда отряд приблизился к группе полиции, та открыла по нему автоматный огонь. В целях защиты гвардейцы вынуждены были открыть ответный огонь. Полицейские в целях защиты вынуждены были открыть ответный огонь и затребовать военной операции в городе.
Десятком вооружённых полицейских 19 июня в 17-00, по звонку лояльного Молдове вахтёра с проходной типографии, на пороге Бендерской типографии были скручены и арестованы из засады без предъявления обвинений или ордера на арест, выходившие с пачками газет из типографии, майор Ермаков и его водитель, при задержании им угрожали оружием и стреляли над их головами из автомата в воздух в присутствии жителей города и их маленьких детей; арестованных моментально этапировали в Кишинёв. Находившиеся в их руках стопки газет "За Приднестровье", взятых в типографии для раздачи подписчикам-ополченцам были конфискованы и уничтожены полицией. В городе это событие вызвало протесты мирных жителей, что привело к пикетированию ими здания полиции с 18-00 до 19-00. Одновременно из миномёта в присутствии пикетирующих со здания полиции ббыл обстрелян дворец культуры, где проходил праздничный концерт, посвящённый выпускным вечерам школьников. Испугавшиеся самосуда, полицейские открыли огонь поверх голов горожан, но те не разошлись, а открыли ответный огонь поверх здания полиция. Полицейские вызвали на подкрепление две бригады бронетехники ОПОНа и национальной гвардии Молдовы, подготовленных к началу штурма г.Бендеры ещё 15-16 июня, которые прибыли в город в считанные минуты и начали войну в городе, грабя его и штурмуя объекты городской инфраструктуры.
После 17 часов вечера 19 июня возле бендерской типографии на улице Пушкина полицией были арестованы майор Игорь Ермаков и его водитель. По версии молдавской стороны, полицейские приказали Ермакову и водителю сложить оружие, выйти из машины и предъявить документы. Насчёт того, что происходило дальше, у каждой из противоборствующих сторон имеется своя версия. Румынская и молдавская сторона утверждают, что в этот момент (или даже ещё до того, как Ермаков был задержан по группе полицейских и машине неизвестными был открыт автоматный огонь, полиция в свою очередь открыла ответный огонь. Согласно российской, украинской (согласно Днестрянскому), приднестровской точкам зрения, после задержания майора к нему на помощь прибыли вооружённые приднестровцы, которые были обстреляны со стороны полиции. В любом случае полицейским удалось доставить задержанных и автомобиль в полицейское отделение, расположенное рядом. По версии молдавской стороны, уже в воротах отделения машину обстреляли гвардейцы, что не подтверждают жители города, находившиеся на месте событий. По версии молдавской стороны, на этот раз обстрел не прекратился, лишь усиливаясь, завязалась перестрелка.
Пальба по улице Пушкина привлекла внимание приднестровских бойцов из казармы гвардии по ул. Старого. Чтобы разобраться в ситуации, в район полиции направилась группа гвардейцев, но недалеко от места назначения попала в засаду — по гвардейцам открыли интенсивный огонь, и они залегли. На стрельбу выехали и бойцы Территориального сводного отряда (ТСО), штаб которого находился в нескольких кварталах от вооруженного инцидента.

10 минут спустя на Бендерский Дворец культуры, где проходил концерт ансамбля «Червона калына» упала первая мина (Молдовы). Важно подчеркнуть, что среди первых убитых в инциденте у типографии был приднестровский журналист В. Воздвиженский. Он прибыл вместе с гвардейцами для того, чтобы снять на камеру происходящее, но в ходе боя был застрелен. Тело журналиста эвакуировали прибывшие на помощь спасатели ТСО. В кинокамере кассеты с отснятым видеоматериалом не оказалось. Может быть, когда-то более подробно об этом скажет пресс-секретарь Службы безопасности Молдовы, или в своих мемуарах напишет вышедший в отставку её сотрудник…
В тот же вечер Игоря Ермакова и его водителя вывезли из Бендер в Кишинёв в МВД Молдавии и заключили в изолятор. По его заявлению, он прибыл в типографию за газетами. Молдавские власти считают случай недалеко от полицейского отделения хорошо спланированной провокацией.
Вечером отделение полиции было окружено, все попытки городских властей и руководителей милиции с одной стороны и руководителей полиции с другой договориться оказались неудачными. К тому моменту в Бендерах находились проживающие в городе: часть депутатов Верховного Совета ПМР и зам.командующего приднестровской гвардией.
Начальник молдавской полиции Виктор Гусляков позвонил в МВД Молдавии и попросил массированной помощи, которая моментально прибыла с бронетехникой из Кишинёва (министр внутренних дел страны Константин Анточ отдал приказ о вводе в Бендеры сил МВД Молдавии, приказ о вводе в город войск национальной армии и волонтёров отдал министр обороны Ион Косташ). Руководство силами МВД приняло план: ввести в Бендеры 1-й, 3-й и 4-й пехотные батальоны, бригаду полиции (ОПОН), и их силами деблокировать полицейское отделение, потом занять мост через Днестр и занять оборону. Позже, 20 июня, президент Молдавии Мирча Снегур выступил по телевидению с обращением к гражданам страны. Он мотивировал ввод сил МВД в Бендеры тем, что «приднестровские формирования совершили атаку на отдел бендерской полиции» и войска были введены для предотвращения эскалации дальнейших военных действий и восстановления конституционного порядка.

### Ввод в Бендеры войск Молдавии и полицейских формирований

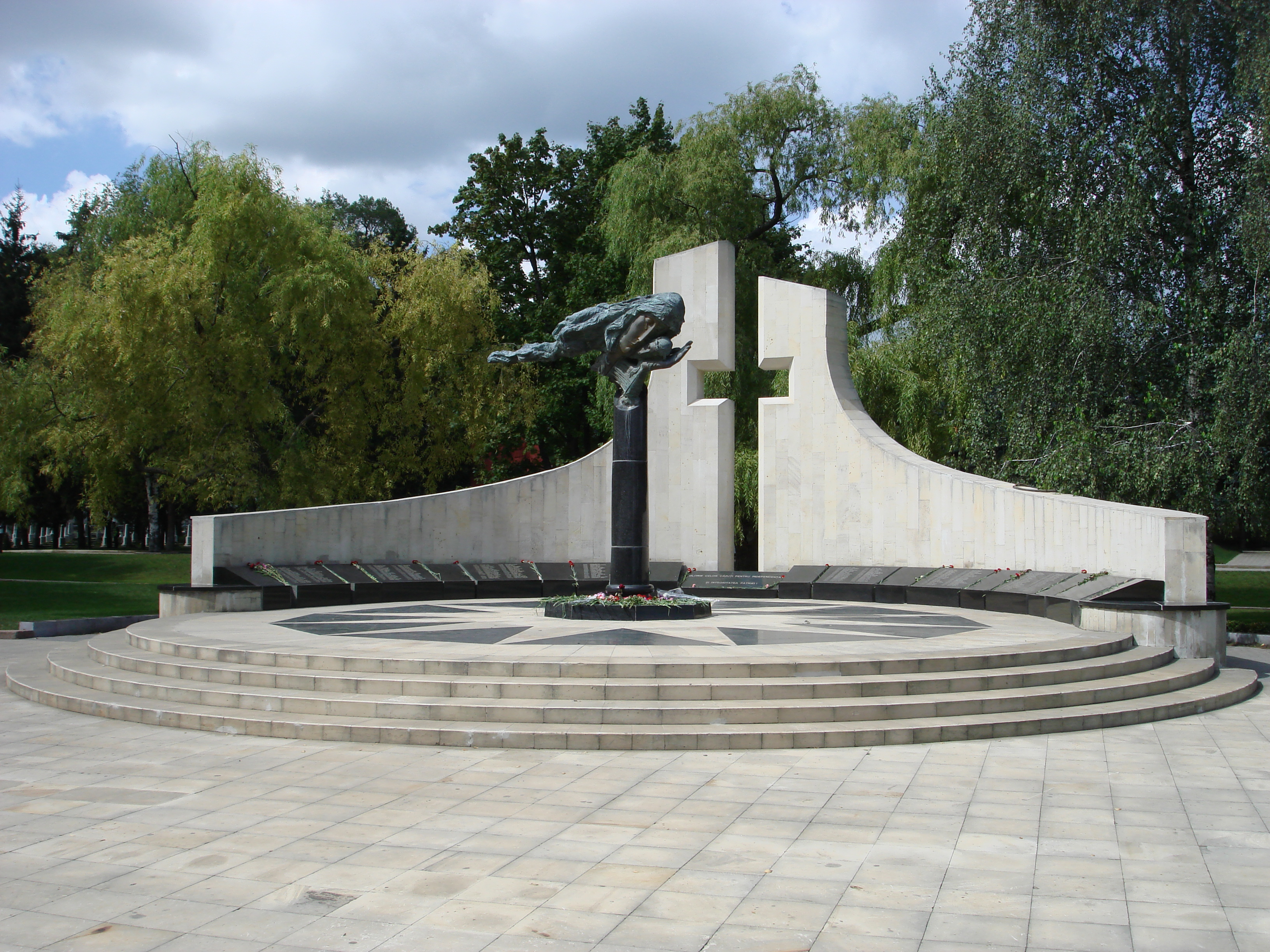
Кишинёвский комплекс «Eternitate» («Вечность»). Памятник «Павшим за независимость и целостность Родины»

В 19 часов по направлению к Бендерам по Каушанской и Кишинёвской трассам выдвинулись колонны молдавской бронетехники, ОПОН, волонтёры и части национальной армии.
Согласно воспоминаниям бывшего министра обороны Республики Молдовы Иона Косташа, взять Бендеры планировалось двумя группами:
- полковник А. Гамурарь, под его командованием бригада ОПОНа должна была въехать на бронетехнике в город Бендеры с юга с каушанской трассы, пробиться к зданию полиции и выйти в центр г. Бендеры.
- полковник Л. Карасёв (бывший офицер российской армии, перешедший под присягу Республики Молдовы), под его командованием бригада национальной армии Молдовы должна была въехать на бронетехнике в город Бендеры с севера с кишинёвской трассы, взять под контроль мост между Бендерами и селом Парканы и блокировать его с правого берега[6].

Приднестровские ополченцы в течение марта-мая 1992 года заблокировали все дороги к Бендерам, ведущие со стороны Республики Молдовы с помощью грузовой и строительной техники; кругом были выставлены посты из местных жителей, отлично разбиравшихся даже в темноте на местности, что вызвало серьёзные препятствия для вечернего ввода бронетехники в город.
Молдавская бронетехника преодолела заграждения, таранив их и расстреливая из орудий. Несколько ранее подразделений бронетехники около 21-00 вечера молдавские отряды волонтёров ХДНФМ и ХДНП и бригада ОПОНа прорвались в город на автобусах и БМП после двух часов боёв (сломив сопротивление приднестровских блокпостов).
Одна из колонн из нескольких БТРов с бойцами на корме вошла из Гербовцов через Протягайловку по улице Гербовцовкой, затем по улице Старого до улицы Бендерского восстания. Здесь они атаковали казарму гвардии, которое представляло пятиэтажное общежитие, огороженное железобетонным забором. Время было в промежутке 18.00-19.00 часов.

### Осада войсками Молдовы Бендерского горисполкома и типографии
Когда в центре города разгорелся масштабный бой, подотчётный ПМР горисполком отдал приказ по ещё функционировавшему городскому радио объявить сбор ополченцев и добровольцев у здания горисполкома. У горисполкома и у типографии шло сражение. К зданиям, внутри которых находились плохо вооружённые с минимальным количеством боеприпасов приднестровские добровольцы (а также работники типографии и горисполкома, депутаты Бендерского городского совета) стягивались дополнительные молдавские формирования.
С 21-00 до 24-00 19 июня 1992 года в город с обеих сторон стягивались дополнительные силы (со стороны ПМР это был лишь десяток тираспольских казаков, из числа не находившихся в тот момент под Дубоссарами или Григориополем [на Кошницком плацдарме]). В полночь Бендер достигла очередная партия молдавской бронетехники, с ходу вступившая в бой с добровольцами из двух батальонов народного ополчения болгар — жителей села Парканы в то время, как официальный Тирасполь старался не вмешиваться в конфликт, пытаясь, по указанию Москвы, всё решить политическими методами. Согласно договорённостям о мирном урегулировании, подписанных с Кишинёвым, вооружённые силы ПМР 18 июня 1992 года были выведены из г. Бендеры за Днестр (за исключением милиции и территориально-спасательных отрядов, состоящих из жителей г. Бендеры). Бендерскую гвардию вывели в село Парканы в расположение перешедшей под приднестровскую присягу бывшей российской воинской части химзащиты в селе Парканы, несмотря на протесты гвардейцев — жителей города Бендеры, единственным отказавшимся выполнить приказ об отводе войск оказался взбунтовавшийся 2-й бендерский батальон подполковника Костенко). Национальная армия Молдовы также была выведена c Варницы в направлении соседних сёл 18 июня, но в ночь с 18 на 19 июня двухсоткилометровым марш-броском была переведена на базу под селом Бульбоки бригада полковника Карасёва из-под Бельц, создавая иллюзию подготовки наступления на Григориополь и южнее Рыбницы).

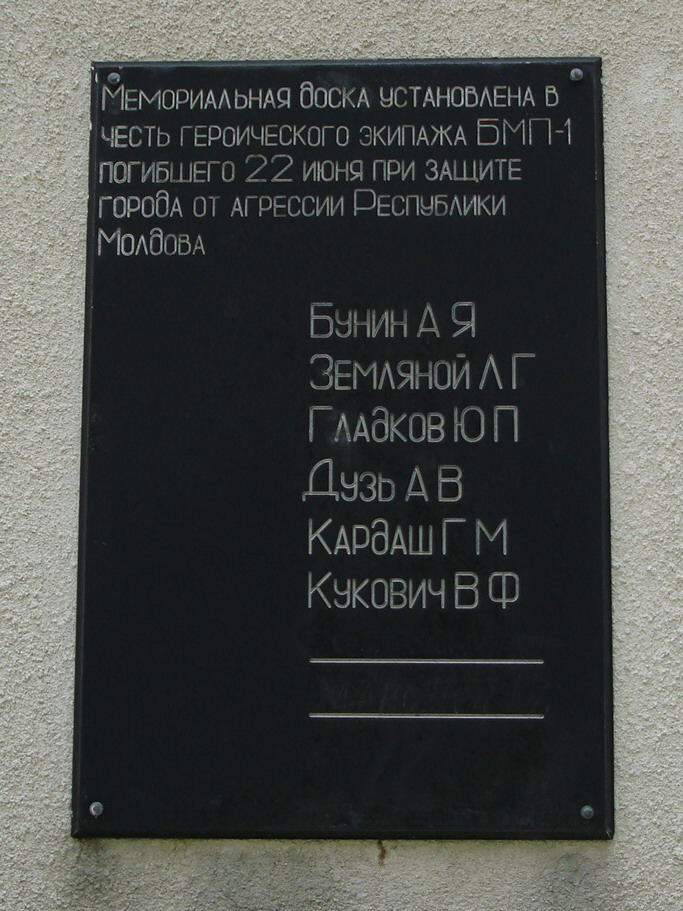
Мемориальная плита в Бендерах

Стратегические приднестровские резервы и казачьи формирования были переведены 18 июня под города Дубоссары и Григориополь) и не могли оперативно прибыть на защиту погибавших мирных жителей города Бендеры. Лишь в 1 час 30 минут 20 июня 1992 года радио ПМР по просьбе приднестровских танкистов передало первый сигнал о сборе Народного ополчения.
Приднестровское народное ополчение и рабочие отряды Бендерских заводов оказывали разрозненное сопротивление, что позволило молдавским войскам за ночь с 19 на 20 июня занять почти весь город (кроме зданий типографии и горисполкома, а также расположения сохранявшей нейтралитет российской военной части).
Среди многочисленных свидетелей обороны Бендерского горисполкома был фотокорреспондент газеты «Известия» Валерий Кругликов, который вечером 19 июня приехал в Бендеры собирать материал, когда пришло сообщение об инциденте у типографии. Походный атаман Черноморского казачьего войска ПМР Семён Дриглов погиб в боях на площади перед исполкомом в первые часы ввода войск Молдовы.
Параллельно в Бендерах шла мобилизация по приказу горисполкома (который не стал дожидаться приказа из Тирасполя). Срочно были собраны приднестровские рабочие отряды из предприятий г. Бендеры. Из села Гыска, расположенном южнее Бендер (и с апреля 1992 года контролируемом Молдавией) в направлении города выступил местный отряд, лояльный властям ПМР. Несмотря на интенсивные военные действия, руководство Бендер несколько раз связывалось по телефону с парламентом и правительством Молдавии. В ходе ночных вооружённых столкновений погибли гражданские лица. Соседний с Бендерами город Тирасполь заполнили десятки тысячи беженцев, выезжавших из города Бендеры в товарных вагонах по железной дороге 19-20 июня. В итоге на рассвете 20 июня в Тирасполе была объявлена мобилизация и поднята по тревоге воинская часть в Парканах.

## Первые бои за мост черезДнестр
В 4 часа утра 20.06.1992 года молдавский 1-й батальон мотопехоты вышел к бендерскому мосту и перекрыл его. Это позволило блокировать в Бендерах наспех в ходе ночной мобилизации сформированные многочисленные приднестровские отряды народного ополчения, отрезав их от Тирасполя и левобережья Днестра.
Тем временем в городе шли локальные бои: милиция и гвардейцы медленно вытеснялись силами Молдовы из здания милиции и почты (узла связи). Молдавская сторона предпринимала неоднократные безуспешные попытки штурмовать горисполком и типографию с целью выбить из них приднестровских бойцов. Также атаке подверглись воинские части России со стороны вооружённых сил Республики Молдовы. Практически вся территория города к рассвету 20.06.1992 года контролировалась молдавскими войсками.
Спустя 2 часа после того, как был перекрыт мост, в 6 часов утра несколько приднестровских танков (их численность оценивается в 4—6 машин) попытались по нему прорваться в Бендеры. Два танка (согласно приднестровским источникам — 3) были подбиты из противотанковых пушек МТ-12 «Рапира», остальные прекратили наступление и повернули обратно.
Три неудачных попытки 20 июня деблокировать мост через Днестр привели к смене оперативного командования приднестровских сил: руководство по деблокированию моста принял командир республиканского ТСО, подполковник В. Широков: к казакам и ополченцам присоединились гвардейцы из Тирасполя, а также тираспольская милиция и спецподразделение МГБ ПМР «Дельта».
20 июня молдавские войска начали занимать промышленные предприятия города, грабить их склады и вывозить оборудование и продукцию в кишинёвском направлении. В районе подконтрольного ПМР левобережного села Парканы произошла интенсивная перестрелка между молдавскими силами, расположенными на правом берегу Днестра, и приднестровскими парканскими добровольцами, расположенными на левом, прорвавшимся вплавь на зашиту г. Бендеры.

### Вмешательство бывших военных 14-й армии, перешедших на сторону Приднестровья

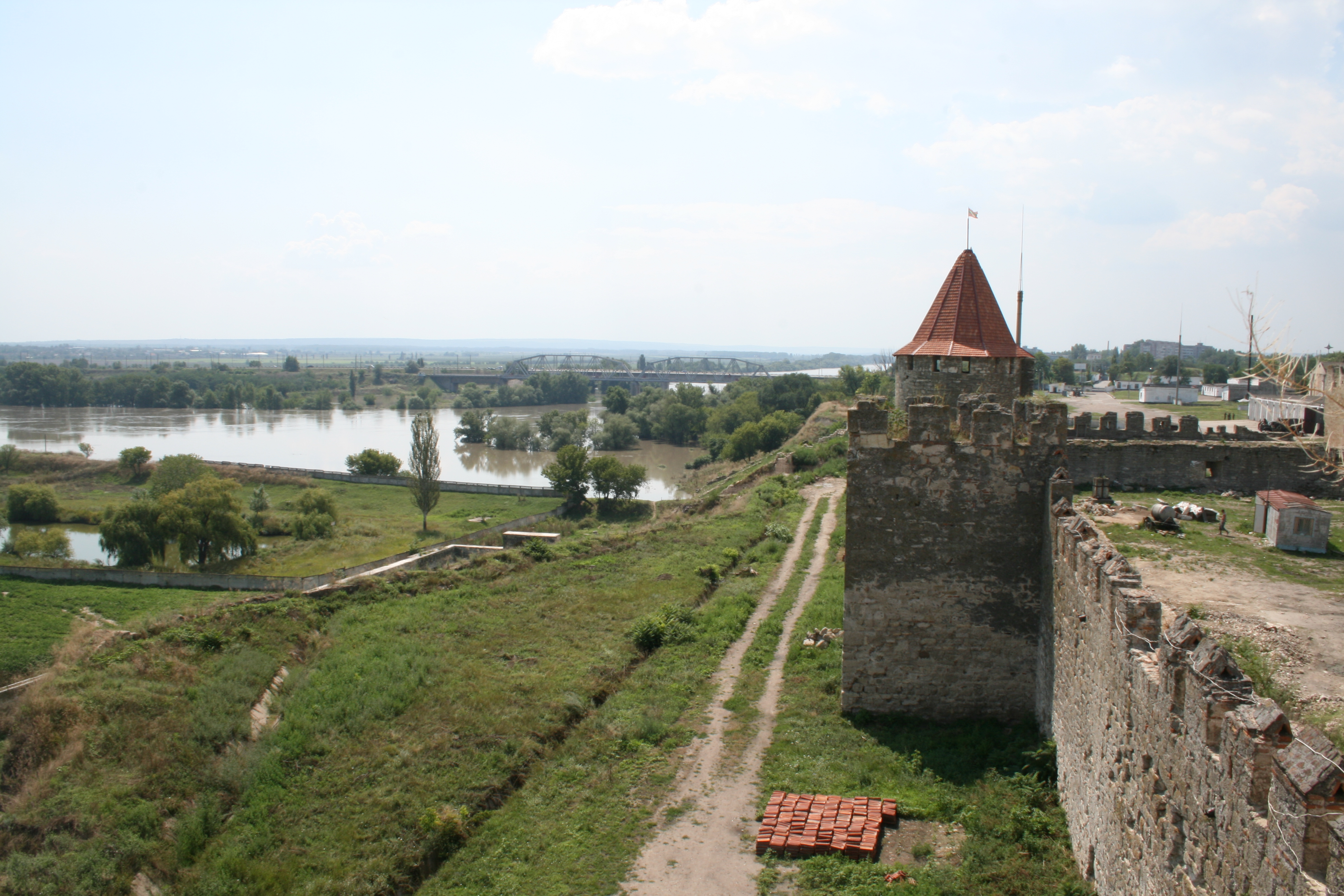
Бендерская крепость, в которой дислоцировались части 14-й армии. На заднем плане виден мост через Днестр

Части 14-й армии, расположенной возле Днестра, на протяжении Приднестровского конфликта соблюдали строгий нейтралитет в противостоянии Молдавии и Приднестровья. Несмотря на это, бронетехника 14-й армии попадала в руки гвардейцев. Так, приднестровские формирования в мае 1992 года получили несколько российских танков, выведя их на позиции у Дубоссар. Также части этой армии в сентябре 1991 года взяли под свой контроль Слободзею, Рыбницу, Григориополь, Дубоссары и Тирасполь. Таким образом, если бы молдавское руководство попыталось вернуть под свой контроль эти города с помощью сил МВД, ему пришлось бы столкнуться с крупными силами российских войск. Хотя 14-я армия соблюдала нейтралитет, её части, расквартированные на линии фронта, часто попадали под перекрёстный огонь. Её вмешательство в конфликт на стороне приднестровского руководства произошло после двух крупных инцидентов в Бендерах 20 июня. Днём молдавские силы МВД неудачно штурмовали Бендерскую крепость, в которой располагались ракетная бригада 14-й армии и химический батальон. В ходе боя за крепость бригада понесла незначительные потери, молдавские силы отступили. Второй инцидент произошёл после того, как по расположению армии был открыт случайный артиллерийский огонь. Армейское руководство потребовало у молдавского командования прекратить боевые действия, а позже направило войска в направлении моста через Днестр, встав на сторону Приднестровья.
К тому моменту гвардейцам удалось овладеть тремя танками Т-64 59-й мотострелковой дивизии 14-й армии и направиться на них к бендерскому мосту. У моста к трём танкам присоединились ещё пять Т-64, после чего началось наступление на Бендеры. В 20 часов вечера на мосту произошёл крупный бой с использованием танков и артиллерии. Есть несколько версий боя у моста: согласно молдавской версии, приднестровцы предприняли массированную пехотную атаку при поддержке российских танков; согласно приднестровской версии, гвардейцы самостоятельно атаковали мост на отобранной у 14-й армии технике.
Ранним утром 20 июня молдавские войска вышли к мосту через Днестр и блокировали его, отрезав город Бендеры от Приднестровья. В городе милиция и гвардия по-прежнему оказывали сопротивление, заняв некоторые объекты. Несколько приднестровских танков попытались прорваться по мосту в город, однако были уничтожены войсками Республики Молдовы под командованием на данном участке бывшего советского военного — полковника Леонида Карасёва. Днём молдавские силы МВД неудачно штурмовали Бендерскую крепость, в которой располагались ракетная бригада 14-й армии и химический батальон, а затем по расположению армии молдавскими войсками был открыт артиллерийский огонь. После этого инцидента воинская часть 14-й армии в селе Парканы полностью перешла на сторону Приднестровья. Обращена была в бегство и дезертирство основная часть располагавшейся у моста вооружённой группировки Республики Молдовы (кроме офицеров). Разбегалась она в течение дня 20 июня, между несколькими приднестровскими попытками отвоевать мост, приняв танки за подразделение 14-й армии России); в итоге полковник Карасёв был вынужден в последних боях за мост выставить исключительно «офицерский расчет». Вечером 20 июня 1992 года гвардейцы ПМР, при поддержке танков, угнанных у 14-й армии, в пятый раз атаковали мост через Днестр. С пятой танковой атаки в итоге был деблокирован город поздним вечером 20 июля 1992 года, при этом в молдавский госпиталь были доставлены раненые в бою, до конца боровшиеся за мост, полковник Леонид Карасёв и его начальник штаба подполковник Валентин Чиходарь.
На протяжении нескольких дней в Бендерах шли уличные бои с 19 по 23 июня. К 23 июня силы Республики Молдовы были вытеснены в пригороды за Гыску и Протягайловку, а полковник Карасёв лежал в госпитале г. Кишинёва с многочисленными осколочными ранами. В свою очередь молдавское командование решило использовать авиацию, и 22 июня два молдавских МиГ-29 провели бомбардировку бендерского моста. Бомбы попали в Парканы, разрушив несколько жилых домов. В результате бомбардировки мост не пострадал, но погибло несколько жителей села. 23 июня самолёты попытались совершить бомбардировку нефтяного терминала на Ближнем Хуторе, однако, по заявлению командования 14-й армии, один из самолётов был сбит российскими средствами ПВО.

### Начало уличных боёв в Бендерах

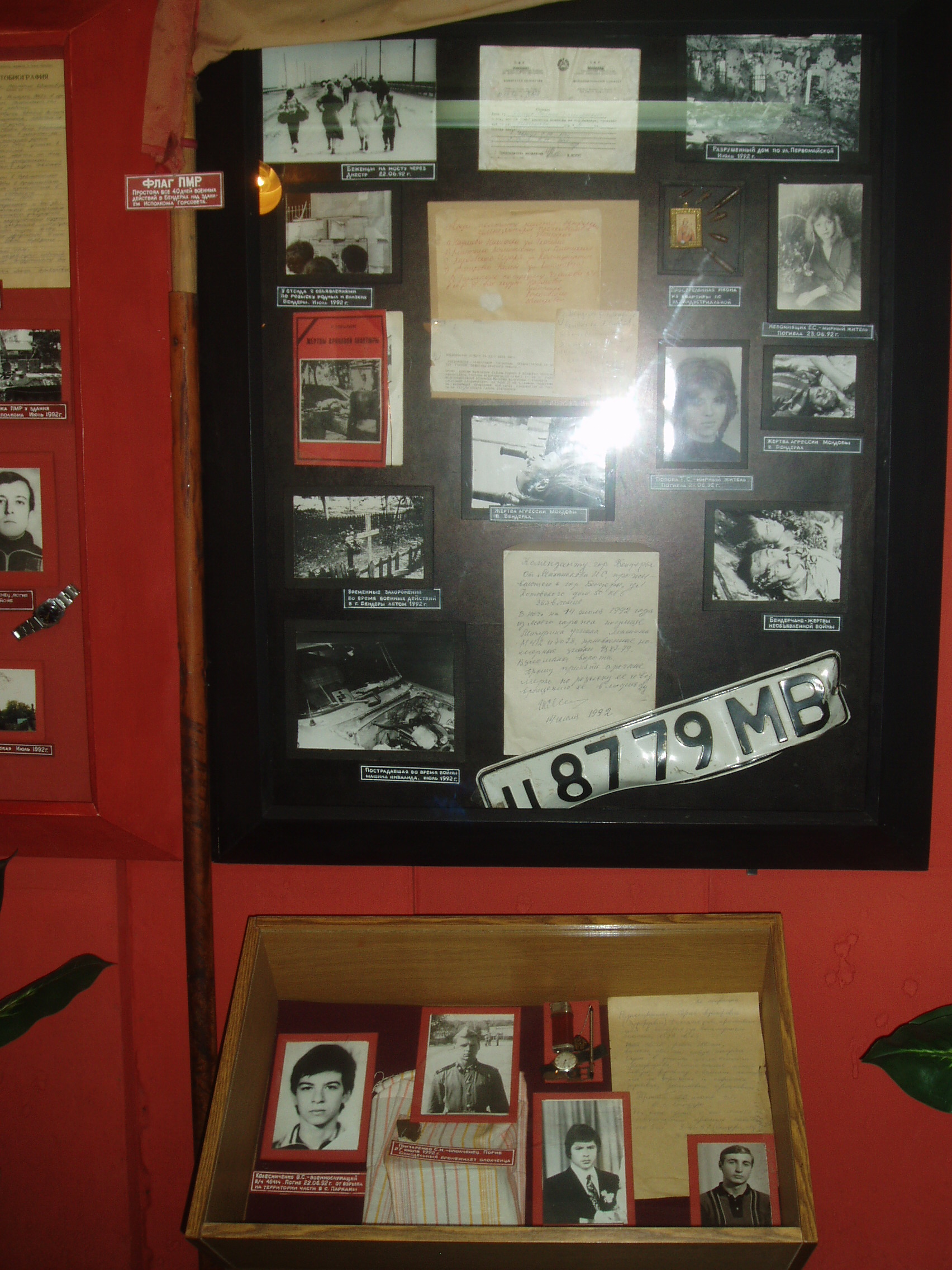
В музее войны в Бендерах

После боя на мосту гвардейские формирования разбили две молдавские батареи на правом берегу Днестра и направились к горисполкому на улице Суворова. Молдавская сторона потеряла контроль над мостом, что позволило гвардейцам проникнуть в город, соединиться с уже находящимися в нём отрядами милиции и гвардейцев и к 2 часам ночи 22 июня выйти в центр Бендер. В городе начались беспорядочные бои, масштабное столкновение между приднестровскими танками и молдавской бронетехникой произошло на улице Суворова. Как молдавская, так и приднестровская стороны широко использовали артиллерию и бронетехнику. Одновременно начался исход беженцев из города.
К концу дня молдавская сторона контролировала лишь юг города (в частности, населённые пункты южнее Бендер и микрорайон «Ленинский»), кварталы, прилегающие к полицейскому отделению, и кварталы, находящиеся между югом Бендер и полицейским отделением. К середине дня 22 июня в Бендерах появилась «линия фронта», разделявшая стороны. На Суворовской горе расположилась молдавская миномётная батарея, обстреливавшая подконтрольные гвардейцам территории.

## Последствия

### Дальнейшие события и политическое значение
После того как молдавские силы были вытеснены на окраины Бендер, уличные бои продолжались ещё несколько недель. Молдавская сторона активно использовала артиллерию и снайперов, а также совершала рейды и вылазки на позиции противника. С молдавской стороны была предпринята неудачная попытка бомбардировать мост через Днестр силами ВВС. Хотя авианалёт не возымел ожидаемых результатов, и мост остался цел, он стал неожиданностью для властей ПМР и насторожил Тирасполь. Во время второго вылета на следующий день один МиГ-29 молдавских ВВС, по неподтверждённым данным российской стороны, был сбит.

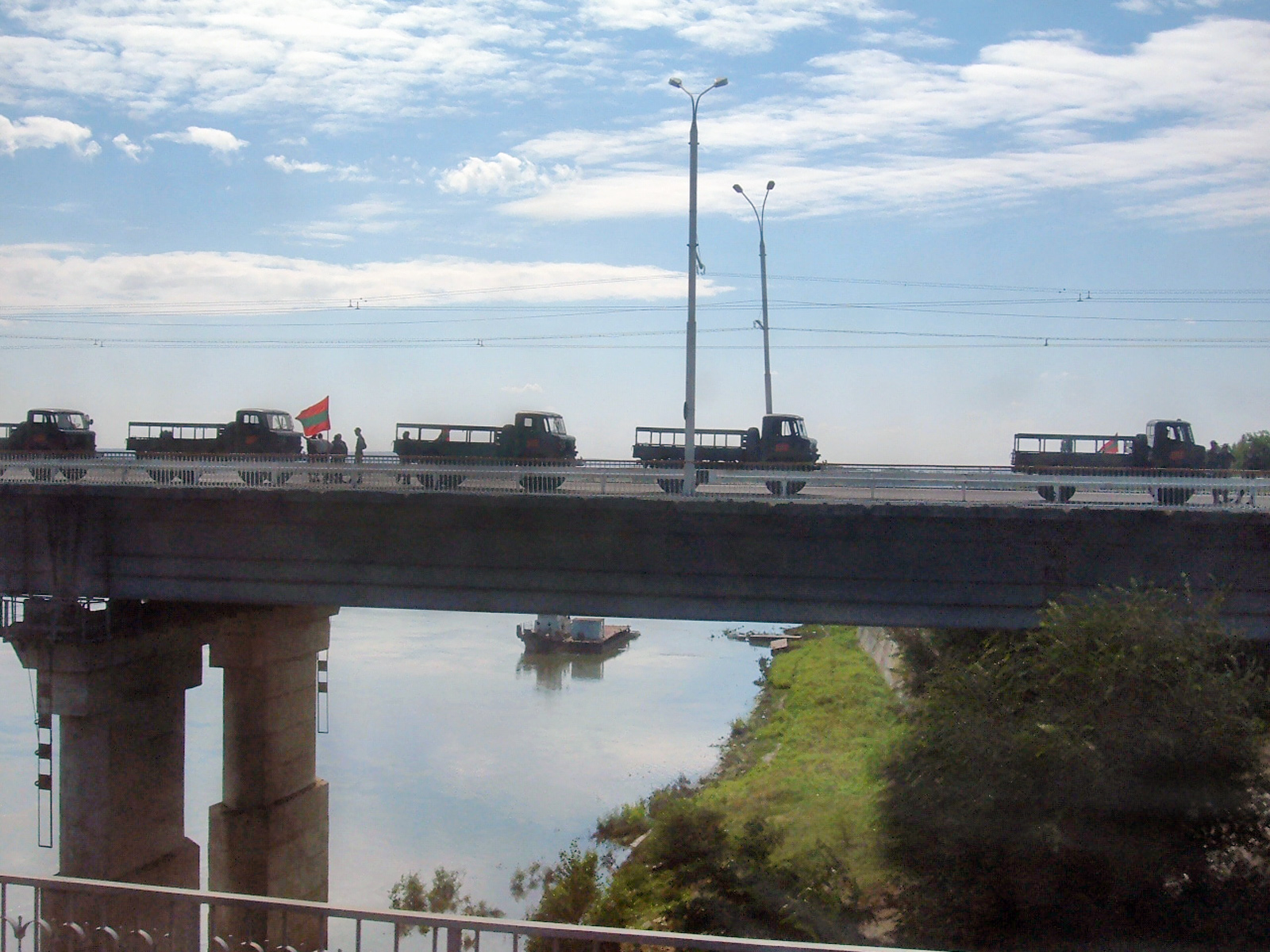
Приднестровские военные грузовики на бендерском мосту, 2005 год

7 июля в Приднестровье прибыли полномочные представители президента России, в тот же день было подписано соглашение о прекращении огня. 21 июля в Москве Борисом Ельциным и Мирчей Снегуром в присутствии Игоря Смирнова было подписано соглашение «О принципах урегулирования вооружённого конфликта в Приднестровском регионе Республики Молдовы». С 1 августа произошло замораживание конфликта. Согласно выработанным договорённостям, в зоне конфликта был размещён трёхсторонний миротворческий контингент, созданы Объединённая Контрольная Комиссия и Совместные Миротворческие силы. В Приднестровье в качестве миротворческого контингента было размещено 3100 российских, 1200 молдавских и 1200 приднестровских военнослужащих.
Со второй половины 1992 года при посредничестве России начались переговоры о статусе Приднестровья, с 1993 года к мирному урегулированию присоединилась ОБСЕ, а с 1995 года — Украина. В настоящее время конфликт остаётся неурегулированным. Часть левобережья Днестра и город Бендеры контролируются Приднестровьем, в свою очередь, часть территории, заявленной руководством ПМР как часть республики, контролируется Молдовой.

### Жертвы, беженцы и разрушения
Данные о количестве жертв в ходе боевых действий в Бендерах противоречивы. В статистическом исследовании российского историка и публициста Ксении Мяло «Россия и СССР в войнах XX века» сообщается о 320 погибших со стороны конституционных сил Молдавии и о 425 со стороны приднестровских сил. По заявлению президента ПМР Игоря Смирнова всего в Бендерах было 342 погибших и 672 раненых (возможно, имелись в виду только жители города). По другим данным, в Бендерах погибло 489 человек, из которых 132 — мирные жители, 5 — дети. Ранены 1242 человека, из которых 698 — мирные жители, 18 — дети. Согласно данным общества «Мемориал» и приднестровской стороны, количество погибших такое: 203 человека, из них 169 — участники вооружённых формирований или гвардии ПМР, 34 человека (из них 10 — женщины) — гражданские лица. Ранено 245 человек, в том числе 73 женщины и 13 детей. Согласно данным румынской и молдавской стороны, погибло 77 человек, из них 37 — гражданские лица. Ранено 532 человека, из них 184 — мирные жители. Численность беженцев, покинувших город, оценивается в 100 000 человек, из них 80 000 были зарегистрированы в Приднестровье.
В ходе боёв было повреждено и уничтожено около 1280 жилых домов, из которых 60 полностью разрушены. Также разрушены 15 объектов здравоохранения и 19 объектов образования, 5 многоэтажных жилых домов государственного жилого фонда, 603 государственных дома повреждены частично. Повреждены 46 предприятий промышленности, транспорта, строительства. В общем городу был причинён ущерб на сумму, превышающую 10 000 000 000 рублей по ценам 1992 года.

## Уголовные преступления и нарушение прав человека
Обе стороны конфликта заявляют о массовых нарушениях прав человека в районе Бендер в июне-июле 1992 года. Кроме грабежей и разбоев стороны обвиняют друг друга в целенаправленных расстрелах мирного населения (в том числе женщин, стариков и детей). Значительные неудобства обеим сторонам доставляли снайперы и борьба с ними. Из-за постоянных снайперских и миномётных обстрелов города местные жители не могли хоронить погибших на кладбищах, поэтому их хоронили во дворах. Как одна, так и другая сторона объясняют свои обстрелы из гранатометов жилых кварталов необходимостью уничтожения снайперов противоположной стороны (по словам рядовых бойцов, в июле членам приднестровских формирований, кроме специальных подразделений, было запрещено обстреливать жилые дома для уничтожения снайперов).
Прокуратура Молдавии и МВД республики признают факт грабежа города молдавскими добровольцами и отрядами самообороны. Для борьбы с незаконным вывозом имущества из города на дорогах были расставлены патрули, задерживавшие грузовой транспорт и досматривавшие грузы. Гибель и ранение наибольшего количества мирных жителей в первые трое суток объясняется тем, что бои велись во многих районах города, откуда еще не эвакуировалась большая часть мирного населения. Можно утверждать, что в первые сутки многие погибшие и раненые явились жертвами беспорядочной стрельбы на улицах города. Имеются показания, что 19 июня входящие в город части вели огонь из крупнокалиберных пулеметов, расположенных на бронетранспортерах, по жилым домам и дворам, где в тот момент укрывались мирные жители, по гражданским автомобилям с людьми. Днем 20 июня имели место случаи гибели от огня бронетехники мирных граждан, находившихся в домах, уходивших из города, а также пытавшихся оказать помощь раненым гвардейцам.
Преступления по расстрелу снайперов-наёмников, молдавских военнопленных, мародёров в своих рядах были совершены 2-м Бендерским батальоном подполковника запаса Юрия Костенко, поднявшего путч против президента ПМР Игоря Смирнова. Ещё 14 апреля 1992 года прокуратура ПМР предъявила ему обвинение в совершении тяжких преступлений, но пришедшие с обвинениями к нему следователи Прокуратуры ПМР были им безжалостно расстреляны, что привело к мгновенной смерти от инфаркта Генерального прокурора ПМР В.Чарыева. Ночью 22 июня самовольно оставивший позиции отряд Ю.Костенко при движении колонной вдоль Бендерской крепости российской воинской части был частично ими же уничтожен. Там же погиб авторитет Полоша. В "колонне"погибло более 70 бойцов батальона. Костенко удалось уйти и скрываться три недели в Бендерах. 14 июля в СШ № 8 был захвачен российским спецназом или 16 июля 1992 года Ю.Костенко был арестован на выезде из г. Бендеры российской военной комендатурой 14-й армии и заточён на территории российской воинской части.
Лебедь отдал все необходимые распоряжения, и уже утром за задержанным Костенко приехали спецназовцы 14-й армии, чтобы перевезти того в комендатуру. Но сначала Костенко вывезли за город для проведения следственных действий. Неподалёку от села Владимировка военный уазик штаба 14-й армии с номером 54-26 АЛ попал в заранее спланированную засаду, был обстрелян из гранатомета и загорелся. Спецназовцы, охранявшие Костенко, получили ранения и сопротивления нападавшим оказать не смогли. Труп Костенко с отрубленными руками нашли на заднем сиденье автомобиля. 

(c)М.Бергман
У приднестровской стороны это убийство вызвало массу вопросов к А.Лебедю и его подчинённому М.Бергману (военному коменданту 14-й армии и г.Тирасполь), в предварительном заключении у которых находился Костенко, которого должны были передать для суда приднестровской стороне. Главный вопрос был: «Каким образом в сгоревшей машине, где Костенко перед сожжением неизвестные отрубали руки, живыми остались спецназовцы комендатуры, и почему же они, имея спец.подготовки не оказали никакого сопротивления нападавшим, как и нападавшие не тронули их?».
Расследование этого вопроса вело МГБ ПМР во главе с В.Антюфеевым, с чего и началась его непрекращающаяся по сей день взаимная «война» против М.Бергмана, его начальника генерала А.Лебедя и его сторонников, имевшего личные счёты с Ю.Костенко ещё со времён совместной службы в Афганистане, когда никому неизвестный лейтенант Ю.Костенко избил старшего офицера А.Лебедя, обвиняя его в расстреле «договорного кишлака» союзников в войне против моджахедов.
Лебедю приписывают ликвидацию командира 2-го батальона республиканской гвардии Приднестровской Молдавской Республики Юрия Костенко. Костенко был арестован 16 июля — после того, как он, выдержав двухдневную осаду спецназа 14-й армии, пытался бежать на Украину. 18 июля 1992 года его труп был обнаружен в сгоревшей машине, принадлежавшей штабу 14-й армии, недалеко от села Владимировка

## Документальное видео (кинохроника)
- YOUTUBE Видео (кинохроника). Приднестровье 1992. Материалы видеоприложения «Советский воин», которые были показаны в эфире программы 1 канала «до 16 и старше» в 1992 г.
- YOUTUBE Видео (кинохроника). Уличные бои в Бендерах (Приднестровье, июнь 1992)
- YOUTUBE Видео (кинохроника). Война в Приднестровье (Лето 1992 г.).mp4
- YOUTUBE Видео (кинохроника). Т-64БВ в боях за г. Бендеры (Приднестровье, июнь 1992)
- Бендеры — Видео-хроника 1992 г
- YOUTUBE Видео (кинохроника). Бендеры. Война (Приднестровье, июнь 1992)

### На русском (источникиРоссии)
- Н. И. Харитонова. ПРИДНЕСТРОВЬЕ: ВОЙНА И ПЕРЕМИРИЕ (1990—1992 гг.). Журнал Российского Государственного Гуманитарного Университета «Новый Исторический Вестникъ», № 17(1), 2008 год
- «Приднестровский конфликт и проблема непризнанных государств на постсоветском пространстве в конце XX — начале XXI вв.» Тема диссертации и автореферата по ВАК 07.00.00, 07.00.03, кандидат исторических наук Н. И. Харитонова
- Гросул В. Я. Русофилы и русофобы в истории Молдавии // Россия и страны ближнего зарубежья. М., 1997
- К.Мяло «Россия и последние войны XX века»
- 1. Непризнанная республика: очерки, документы, хроника. М., 1997. Т. 2.
- 2. Непризнанная республика: очерки, документы, хроника. М., 1999. Т. 3.
- 3. Непризнанная республика: очерки, документы, хроника. М., 1999. Т. 4.
- 4. Непризнанная республика: очерки, документы, хроника. М., 1999. Т. 5.
- Коллектив «Мемориал». Массовые и наиболее серьёзные нарушения прав человека и положение в зоне вооружённого конфликта в г. Бендеры. Июнь-июль 1992. — 1992. Архивировано 9 января 2011 года.
- Этингер Я. Межнациональные конфликты в СНГ и международный опыт // Свободная мысль. −1993. — № 3
- Лисецкий A.M. Право на самобытность. Брянск, 1993.
- А.Макашов Книга «Трагедия СССР. Кто ответит за развал»
- Написанное болью Ефим Бершин. Дикое поле. Приднестровский разлом. — М.: Текст/журнал «Дружба народов». — 2002.
- ОЛЕГ Ъ-МЕДВЕДЕВ (30 марта 1992). Выдь на Днестр. Чей стон раздается?. Журнал "Коммерсантъ Власть".
- Михайлов В. Русскоязычное население Молдовы на фоне национальных движений // Миграционные процессы после распада СССР, М., 1994

### На русском (источникиПриднестровья)
- ЗА БЕНДЕРЫ. ЧАСТЬ I: «ИНЦИДЕНТ У ТИПОГРАФИИ» (недоступная ссылка). Задокументированные в 1992 году показания участников и очевидцев событий, фотодокументы 19-22.06.1992 Публикация от 18.06.2015 года
- ЗА БЕНДЕРЫ. ЧАСТЬ II: «ОСАДА ГОРИСПОЛКОМА» (недоступная ссылка). Задокументированные в 1992 году показания участников и очевидцев событий, фотодокументы 19-22.06.1992. Публикация от 19.06.2015 года
- ЗА БЕНДЕРЫ. ЧАСТЬ III: «СРАЖЕНИЕ ЗА МОСТ» (недоступная ссылка). Задокументированные в 1992 году показания участников и очевидцев событий, фотодокументы 19-22.06.1992. Публикация от 20.06.2015 года
- ЗА БЕНДЕРЫ. ЧАСТЬ IV: ПЕРЕЛОМ (недоступная ссылка). Задокументированные в 1992 году показания участников и очевидцев событий, фотодокументы 19-22.06.1992. Публикация от 22.06.2015 года
- Энциклопедия. Приднестровская Молдавская Республика: Науч.-справ. изд. / А. З. Волкова и др. — Тирасполь, 2010
- Г. С. Андреева. Фотоальбом «Женщины Приднестровья». Издательство: Совместное приднестровско-турецкое предприятие «ТУР-ПРИ», Тирасполь-1996
- Бабилунга Н. В., Бомешко Б. Г. Приднестровский конфликт: исторические, демографические, политические аспекты. — Тирасполь, 1998.
- Общие новости Верховного Совета // Пресс центр межведомственного координационного совета при президенте ПМР. — 02.03.2007. Архивировано из оригинала 28 марта 2009 года.
- ОТРАЖЕНИЕ ВОЕННОЙ АГРЕССИИ РЕСПУБЛИКИ МОЛДОВА ПРОТИВ ПРИДНЕСТРОВСКОЙ МОЛДАВСКОЙ РЕСПУБЛИКИ
- Худяков В. В. В цветущих акациях город… Бендеры: люди, события, факты. — Бендеры: Полиграфист, 1999. — ISBN 5-88568-090-6.
- Воловой Г.П. Кровавое лето в Бендерах. — Бендеры: Полиграфист, 1993. — ISBN 5-88568-091-4.

### На русском (источникиУкраины)
- Днестрянский Иван. Кампания в Тигине. Приложение 3.
- Иван Днестрянский. «Путч» подполковника Костенко. Факты и причины. Приложение 5.
- Днестрянский Иван. Стальной эпос южного леса
- Иван Днестрянский. Копии документов на арест Ю. Костенко 24.04.1992 Прокуратурой ПМР по уголовному делу
- Иван Днестрянский. БРОНЗОВЫЙ ЛЕБЕДЬ НАД ПРИДНЕСТРОВЬЕМ

### На русском (источникиМолдавии)
- История Республики Молдова. С древнейших времён до наших дней = Istoria Republicii Moldova: din cele mai vechi timpuri pină în zilele noastre / Ассоциация учёных Молдовы им. Н. Милеску-Спэтару. — изд. 2-е, переработанное и дополненное. — Кишинёв: Elan Poligraf, 2002. — С. 326—335. — 360 с. — ISBN 9975-9719-5-4.
- Стати В. История Молдовы.. — Кишинёв: Tipografia Centrală, 2002. — С. 391—403. — 480 с. — ISBN 9975-9504-1-8.
- Приднестровье // Молдавия. Современные тенденции развития.
- Руссу И. Г. Заметки о Смутном времени. — Кишинёв, 1999.

### На румынском (источникиРумынии)
- Anatolie Muntean, Nicolae Ciubotaru — «Războiul de pe Nistru», Ager — Economistul Publishing House, Bucharest 2004
- Mihai Grecu, Anatol Ranu — «Trupele ruse în Republica Moldova (Culegere de documente i materiale)», Editura «Litera International», 2004

### На английском (международные источники)
- Andrei Panici. Romanian nationalism in the Republic of Moldova (недоступная ссылка — история) (англ.).